# 雷当日 (摩泽尔省)
雷当日（法語：Rédange，法語發音：[ʁedɑ̃ʒ]）是法国摩泽尔省的一个市镇，位于该省的西北角，和卢森堡及默尔特-摩泽尔省接壤，属于蒂永维尔区。

## 地理
雷当日（49°29'39"N, 5°55'10"E）面积5.5 平方千米，位于法国大東部大區摩泽尔省，该省份为法国东北部内陆省份，是洛林的一部分，西南接默尔特-摩泽尔省，东临下莱茵省，北与卢森堡和德国接壤。
与雷当日接壤的市镇（或旧市镇、城区）包括：迪弗當日、于西尼-戈德布朗日、蒂勒、维勒吕、吕桑日。

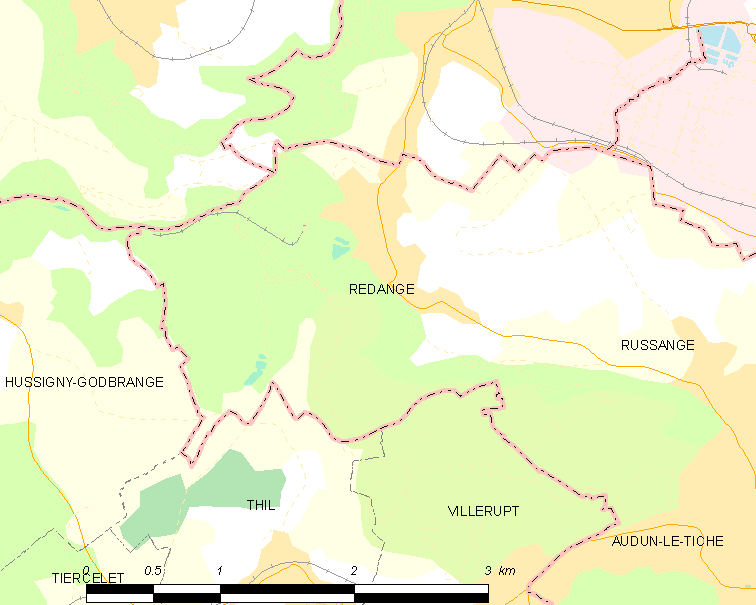
的OSM定位图

雷当日的时区为UTC+01:00、UTC+02:00（夏令时）。

## 行政
雷当日的邮政编码为57390，INSEE市镇编码为57565。

## 政治
雷当日所属的省级选区为阿尔格朗日县。

## 人口

1962-2008年间人口变化图示

雷当日于2022年1月1日时的人口数量为1004人。